# Watagatapitusberry
"Watagatapitusberry" là một ca khúc của nam ca sĩ người Mỹ gốc Cuba Pitbull, được phát hành vào ngày 9 tháng 3 năm 2010 và là đĩa đơn đầu tiên trong album phòng thu thứ năm của anh, Armando (2010). Trong ca khúc có sự góp giọng của Sensato del Patio, Black Point, Lil Jon và El Cata.

## Bối cảnh
Sau sự thành công của album Rebelution, Pitbull phát hành album phòng thu tiếng Tây Ban Nha đầu tiên của anh, Armando. Đĩa đơn đầu tiên của album, "Watagatapitusberry", được sản xuất bởi DJ Class.

## Danh sách ca khúc
- Tải kỹ thuật số[4]

1. "Watagatapitusberry" (hợp tác với Sensato del Patio, Black Point, Lil Jon và El Cata) – 3:41

## Tham gia thực hiện
- Armando C. Perez – sáng tác
- Edward Bello Po – sáng tác
- Lil Jon – sáng tác
- Daniel Woodis Jr. – sáng tác
- Dj Class – sản xuất

Danh sách thực hiện được lấy từ ghi chú trong album Armando.

## Xếp hạng
| Bảng xếp hạng (2010)         | Vị trí cao nhất |
| ---------------------------- | --------------- |
| US Billboard Latin Songs     | 30              |
| US Billboard Latin Pop Songs | 24              |
| US Billboard Tropical Songs  | 13              |

## Lịch sử phát hành
| Quốc gia | Ngày                | Định dạng       |
| -------- | ------------------- | --------------- |
| Mỹ       | 9 tháng 3 năm 2010  | Tải kỹ thuật số |
| Mỹ       | 24 tháng 3 năm 2010 | Đài mainstream  |